# Peter Holquist
Peter Isaac Holquist est un historien américain spécialiste de l'histoire de la Russie et de l'Europe contemporaine.
Peter Holquist a obtenu son Ph.D. en 1995 à l'université Columbia. Il a enseigné neuf ans à l'université Cornell puis a rejoint le département d'histoire de l'université de Pennsylvanie. Il y enseigne l'histoire de la Russie impériale et de l'Union soviétique.
Il est le fondateur et l'éditeur de la revue Kritika: Explorations in Russian and Eurasian History. Il a notamment publié des articles sur l'histoire de la Russie durant la Première Guerre mondiale et la Révolution russe, sur les questions de continuité et rupture de la période impériale à la période stalinienne.
Dans Making War, Forging Revolution, il propose une analyse des métamorphoses du pouvoir politique dans la région du Don à travers les turbulences de la Première Guerre mondiale, des révolutions et de la guerre civile. Selon Benjamin Guichard, l'ouvrage « oscille entre une monographie et une étude d’ensemble de la nature du pouvoir révolutionnaire en Russie ».

## Publications
- « La question de la violence », dans Le Siècle des communismes, sous la direction de Michel Dreyfus, Bruno Groppo, Claudio Ingerflom, Roland Lew, Claude Pennetier, Bernard Pudal et Serge Wolikow, Éditions de l'Atelier, Paris, 2000.
- Making War, Forging Revolution. Russia's Continuum of Crisis, 1914-1921, Harvard University Press, 2002, 384 p.
- en codirection avec Michael David-Fox et Marshall Poe, The Resistance Debate in Russian and Soviet History, Slavica, 2003, 238 p.
- en codirection avec Michael David-Fox, Marshall Poe et Alexander Martin, After The Fall. Essays In Russian And Soviet Historiography, Slavica, 2004, 261 p.
- avec John Merriman, Jay Winter, Annette Becker, Joanna Bourke, Pieter Lagrou, Kevin Repp (éd.), Europe Since 1914. Encyclopedia of the Age of War and Reconstruction, Thomson-Gale, 2006.
- en codirection avec Michael David-Fox et Alexander Martin, Orientalism and Empire of Russia, Slavica, 2006, 363 p.